# Vladislav Filin
Vladislav Filin (* 20. März 1995 in Omsk) ist ein deutscher Eishockeyspieler russischer Abstammung, der seit Juli 2023 bei den Blue Devils Weiden aus der DEL2 unter Vertrag steht und dort auf der Position des linken Flügelstürmers spielt. Zuvor war Filin unter anderem für die Eisbären Berlin, Nürnberg Ice Tigers und Straubing Tigers in der Deutschen Eishockey Liga (DEL) aktiv.

## Karriere

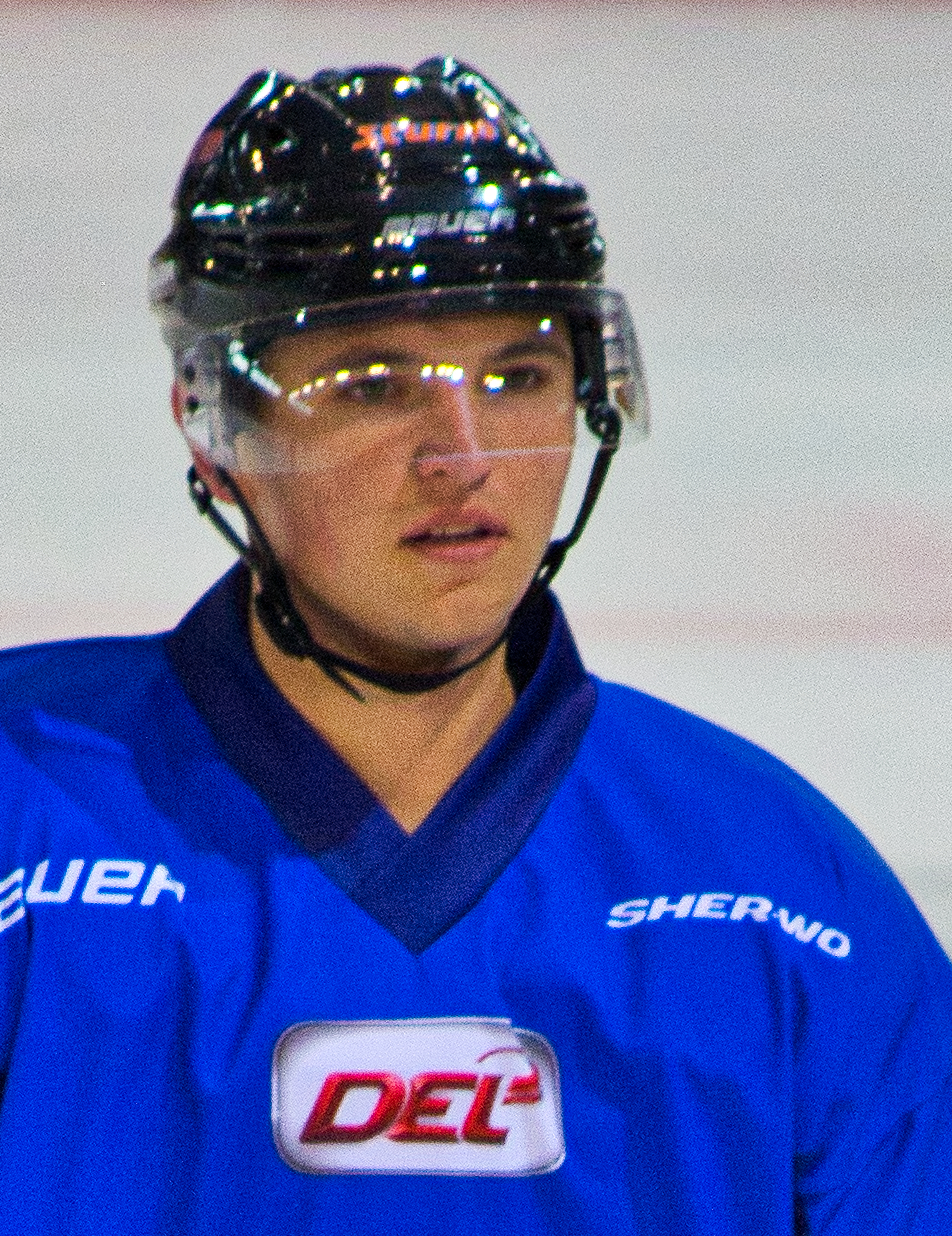
Filin im Training der Straubing Tigers (2018)

Filin wurde im russischen Omsk geboren und zog als Kind mit seinen Eltern nach Berlin, wo er aufwuchs. Er durchlief die Nachwuchsabteilung der Eisbären Berlin und kam im Januar 2014 in einem Auswärtsspiel gegen die Augsburger Panther zu seinem Debüt in der Deutschen Eishockey Liga (DEL). In der Saison 2014/15 spielte der Angreifer für die Junioren des EC Red Bull Salzburg in der russischen Nachwuchsliga Molodjoschnaja Chokkeinaja Liga (MHL), ehe er im Sommer 2015 zu den Eisbären zurückkehrte. Neben sieben DEL-Einsätzen für die Berliner stand Filin – ausgestattet mit einer Förderlizenz – für den DEL2-Klub Dresdner Eislöwen auf dem Eis. Seine Leistungen in der zweiten Spielklasse mit 28 Scorerpunkten in 46 Hauptrundenpartien brachten ihm die Auszeichnung als bester Jungprofi der DEL2-Saison 2015/16 ein.
Ende März 2016 wurde Filin vom DEL-Verein Nürnberg Ice Tigers verpflichtet und erhielt eine Förderlizenz für den EHC Bayreuth, um in der DEL2 zusätzliche Spielpraxis zu sammeln. Nach nur einer Saison wurde Filin im Juni 2017 von den Löwen Frankfurt aus der DEL2 verpflichtet. Zur Spielzeit 2018/19 wechselte der Flügelstürmer zu den Straubing Tigers in die DEL und spielte per Förderlizenz beim Deggendorfer SC in der DEL2. Im März 2019 erlitt er nach einem Foul einen Kreuzbandriss und fiel über mehrere Monate aus. Nach der Saison 2019/20 verließ er die Tigers und kehrte zu den Dresdner Eislöwen zurück. Dort verbrachte der Flügelstürmer drei Spielzeiten.
Im Mai 2023 gaben die Blue Devils Weiden aus der drittklassigen Eishockey-Oberliga die Verpflichtung des Stürmers bekannt, der im Frühjahr 2024 mit dem Team den Gewinn der Meisterschaft feierte, der gleichbedeutend mit dem Aufstieg in die DEL2 war. Dort schaffte das Team in seinem ersten Jahr den Sprung in die Playoffs.

### International
Filin kam bereits ab der Saison 2010/11 für die Juniorennationalmannschaften des Deutschen Eishockey-Bundes zu Einsätzen. Seine beiden einzigen Auftritte bei großen internationalen Turnieren hatte der Stürmer mit der deutschen U20-Auswahl bei den U20-Junioren-Weltmeisterschaften 2014 und 2015. Dabei absolvierte er insgesamt 13 WM-Partien, in denen ihm eine Torvorlage gelang. Nach einem neunten Platz im Jahr 2014 folgte im Jahr darauf mit dem zehnten Platz der Abstieg in die Division I.

## Erfolge und Auszeichnungen
- 2016 DEL2-Rookie des Jahres
- 2024 Oberliga-Meister und Aufstieg in die DEL2 mit den Blue Devils Weiden

## Karrierestatistik
Stand: Ende der Saison 2024/25

### International
Vertrat Deutschland bei:
- U20-Junioren-Weltmeisterschaft 2014
- U20-Junioren-Weltmeisterschaft 2015

(Legende zur Spielerstatistik: Sp oder GP = absolvierte Spiele; T oder G = erzielte Tore; V oder A = erzielte Assists; Pkt oder Pts = erzielte Scorerpunkte; SM oder PIM = erhaltene Strafminuten; +/− = Plus/Minus-Bilanz; PP = erzielte Überzahltore; SH = erzielte Unterzahltore; GW = erzielte Siegtore; 1 Play-downs/Relegation; Kursiv: Statistik nicht vollständig)